# تورولن
تورولن (به انگلیسی: Torulene) با فرمول شیمیایی C۴۰H۵۴ یک ترکیب شیمیایی با شناسه پاب‌کم ۵۲۸۱۲۵۳ است؛ که جرم مولی آن ۵۳۴٫۸۵۷ g/mol می‌باشد.